# Јацо деле Фабрике (Таранто)
Јацо деле Фабрике (итал. Iazzo delle Fabbriche) је насеље у Италији у округу Таранто, региону Апулија.
Према процени из 2011. у насељу је живело 84 становника. Насеље се налази на надморској висини од 270 м.